# 极左暴力集团
极左暴力集团（日语：／）是日本警察对日本新左翼的称呼。媒体用语如“过激派”等。日本共产党用语是假“左翼”暴力集团。

## 概要
1967年羽田事件以来，各地学生为中心的“新左翼”斗争频繁，但1970年代，“新左翼”各派从以学生为中心的组织转变。警方原来的称呼“过激学生集团”也变为“极左暴力集团”。此后《警察白书》等警方出版物中，继续使用“极左暴力集团”一词。